# Sidi Yahya Ou Saad
Sidi Yahya Ou Saad (franska: Sidi Yahya Ou Saad (CR), Sidi Yahya Ou Saad (Commune Rurale), arabiska: واو مانة) är en kommun i Marocko.   Den ligger i provinsen Khénifra och regionen Béni Mellal-Khénifra, i den nordöstra delen av landet, 190 km sydost om huvudstaden Rabat. Antalet invånare är 8 559.